# Spatholobus apoensis
Spatholobus apoensis är en ärtväxtart som beskrevs av Adolph Daniel Edward Elmer. Spatholobus apoensis ingår i släktet Spatholobus och familjen ärtväxter. Inga underarter finns listade i Catalogue of Life.